# 20 Exchange Place
Le 20 Exchange Place est un gratte-ciel de type art déco, situé dans le quartier de Manhattan à New York. 
Il mesure 226 mètres, et compte 57 étages, et sa construction s'est achevée en 1931. 
Le 20 Exchange Place est situé dans le Financial District à proximité de Wall Street, entre Beaver Street et l'Exchange Place.